# Я втратила своє тіло
Я втратила своє тіло (фр. J'ai perdu mon corps) — французький анімаційний драматичний фантастичний фільм режисера Жеремі Клапена. Прем'єра відбулася на Каннському кінофестивалі 2019 року, де стрічка отримала Ґран-прі Nespresso, ставши першим анімаційним фільмом, якому таке вдалося. Фільм було номіновано на найкращий художній фільм на 92-ій церемонії  «Оскар», де він змагався з мультфільмом «Історія іграшок 4».

## Сюжет
Відірвана рука з холодильника в лабораторії  розпочинає подорож по передмістю Парижа, щоб возз'єднатися зі своїм тілом — хлопцем на ім'я Науфель. Його історію оповідають за допомогою флешбеків.
У дитинстві, в Марокко, Науфель хотів бути піаністом і космонавтом, тому записував своє повсякденне життя на магнітофон. Під час подорожі автомобілем він відволік батька під час руху, спричинивши аварію. Він вижив, але обох батьків не змогли врятувати. Він був змушений жити у Франції зі своїм емоційно далеким дядьком і двоюрідним братом. Науфель працював розвізником піци, і начальник часто критикував його за запізнення. Одного разу Науфель мав доставити піцу молодій жінці Ґабріель. Вони ніколи не бачили одне одного, оскільки Науфель не зміг пройти через несправні двері у вестибюлі.
Науфель простежив за Ґабріель до бібліотеки, де вона працювала. Далі  пішов за нею до сусіднього мікрорайону, куди вона принесла ліки столяру, своєму дядькові Жіжі. Науфель, побачивши у вікні оголошення про набір учнів, швидко використовує це як привід для того, чому він тут. Жіжі неохоче, але прийняв, дізнавшись, що Науфель — сирота. Науфель виїхав з будинку свого дядька і переїхав у кімнату на горищі, над майстернею  Жіжі. Він навчився ремеслу і зблизився з Ґабріель, хоча ніколи не згадував про їхню першу зустріч.
Після розмови про Арктику Науфель побудував дерев’яне іглу на даху неподалік від Ґабріель. Повернувшись одного разу додому, він побачив свого двоюрідного брата, який розмовляв з Ґабріель, і розуміє, що  їх обох запросили на вечірку. Того вечора Науфель відвів Ґабріель на дах, де вони говорили про долю, і Науфель поцікавився, чи можна її змінити, зробивши щось несподіване, наприклад, стрибнувши з даху за сусідній кран. Він показав їй іглу, яке він збудував, і зізнався, що вони зустрічалися раніше, коли він доставляв піцу. Ґабріель засмутилася, боячись, що він скористався Жіжі виключно для того, щоб домогтися її. Ґабріель ображена йде геть, а Науфель знищує іглу. Науфель пішов на вечірку свого двоюрідного брата, де п'яним побився. На наступний ранок Науфель пішов працювати з похмілля. Під час розпилювання деревини він відволікається на муху і, намагаючись зловити її, випадково відрізає собі руку.
Рука врешті-решт доходить до Науфеля і лягає на його ліжко, поки він спить, але не може знову закріпитися і, урешті-решт, ховається під ліжком. Науфель, сповнений смутку і безнадії, переслуховує свій старий магнітофон, на якому досі є записи його батьків — включно з фатальною останньою подорожжю на автомобілі. Жіжі намагається поговорити з ним, але Науфель не відповідає. Ґабріель приходить до нього і знаходить кімнату порожньою. Після пошуку порожнього іглу на даху Ґабріель знаходить старий, покинутий магнітофон Науфеля і відкриває на ньому новий запис. Слухаючи, вона дізнається, що він зіскочив з виступу на кран, як він колись казав.
Зробивши стрибок, Науфель лежить й усміхається собі, дивлячись на місто. Його відірвана рука відступає в сніг.

## У ролях
| Персонаж       | Французький голосовий актор |
| -------------- | --------------------------- |
| Науфель        | Гакім Фаріс                 |
| Ґабріель       | Вікторія Дю Буа             |
| Жіжі           | Патрік д'Ассумсао           |
| Малий Науфель  | Альфонс Арфі                |
| Тато           | Хішем Месба                 |
| Мати           | Міріам Лусіф                |
| Рауф           | Белламін Абдельмалек        |
| Місіс Люссак   | Ніколь Фаварт               |
| Мати немовляти | Селін Ронте                 |

## Показ фільму
У травні 2019 року після прем'єри в Каннах Netflix придбав  права на розповсюдження фільму, виключаючи Францію, Туреччину, Китай і Бенілюкс. 
Фільм вийшов на екранах у Франції 6 листопада 2019 року через дистриб'ютора Rezo Films. Netflix також дав фільму театральний реліз у деяких країнах, включаючи США — 15 листопада, і Велику Британію — 22 листопада. 

## Критика
На Rotten Tomatoes фільм має оцінку 96% на основі відгуків 72 критиків. На сайті зазначено: "Гарно анімований і абсолютно унікальний, Я втратила своє тіло, захоплює аудиторію в надзвичайно дивну подорож, несподівані повороти якої ведуть до цілком прийнятного місця призначення".  На Metacritic фільм має оцінку 80% на основі оглядів 19 критиків, що вказує на "загалом сприятливі відгуки". 
Джордан Мінцер з The Hollywood Reporter назвав фільм "надзвичайно оригінальним і досить зворушливим зведенням втрат, як фізичних, так і емоційних". 

## Нагороди
| Нагорода                                       | Дата церемонії      | Категорія                                                          | Одержувачі                        | Результат | Реф. |
| ---------------------------------------------- | ------------------- | ------------------------------------------------------------------ | --------------------------------- | --------- | ---- |
| Міжнародний тиждень критиків                   | 22 травня 2019 року | Ґран-прі Nespresso                                                 | Єремі Клапін                      | Виграв    |      |
| Міжнародний фестиваль анімаційного фільму Ансі | 15 червня 2019 року | Кристал для художнього фільму                                      | Єремі Клапін                      | Виграв    |      |
| Міжнародний фестиваль анімаційного фільму Ансі | 15 червня 2019 року | Премія глядачів / Прем'єр                                          | Єремі Клапін                      | Виграв    |      |
| Нагороди Товариства кінокритиків у Детройті    | 9 грудня 2019 року  | Найкращий анімаційний фільм                                        | Я втратила своє тіло              | Висунутий |      |
| Товариство кінокритиків у Сан-Дієго            | 9 грудня 2019 року  | Найкращий анімаційний фільм                                        | Я втратила своє тіло              | Виграв    |      |
| Нагородження критиків                          | 12 січня 2020 року  | Найкращий анімаційний фільм                                        | Я втратила своє тіло              | Висунутий |      |
| Американські кіноредактори                     | 17 січня 2020 року  | Кращий відредагований художній фільм                               | Бенджамін Массобр                 | Висунутий |      |
| Премія Енні                                    | 25 січня 2020 року  | Найкращий анімаційний фільм - незалежний                           | Xilam , Netflix Animation         | Виграв    |      |
| Премія Енні                                    | 25 січня 2020 року  | Видатне досягнення музики у виробництві анімованих художніх творів | Ден Леві                          | Виграв    |      |
| Премія Енні                                    | 25 січня 2020 року  | Видатні досягнення для написання в анімаційному художньому творі   | Єремі Клапін та Гійом Лоран       | Виграв    |      |
| Премія академії                                | 9 лютого 2020 року  | Найкращий анімаційний фільм                                        | Єремі Клапін та Марк дю Понтавіце | Висунутий |      |
| Премія Сезара                                  | 28 лютого 2020 року | Найкращий анімаційний фільм                                        | Я втратила своє тіло              | Виграв    |      |
| Премія Сезара                                  | 28 лютого 2020 року | Кращий оригінальний бал                                            | Я втратила своє тіло              | Виграв    |      |
| Премія Сезара                                  | 28 лютого 2020 року | Кращий адаптований сценарій                                        | Я втратила своє тіло              | Висунутий |      |